# Дерис, Энди
Андреас (Анди) Дерис (нем. Andreas Deris) (18 августа, 1964, Карлсруэ, Германия) — рок-исполнитель, c 1994 года является вокалистом пауэр-метал-группы – Helloween. Стал участником группы как замена предыдущего фронтмена – Михаэля Киске. Ему принадлежат такие песни, как «Forever and One», «Before the War», «Time», «Immortal», «If I Could Fly», «Don’t Stop Being Crazy», «Mrs.God», «Occasion Avenue», «The King For A 1000 Years» и другие. Андреас помог группе вернуть было утраченную в начале 90-х годов славу.
Владелец студии «Mi Sueno» (Тенерифе, Испания), где в настоящее время группа «Helloween» занимается записью композиций.

## Общая информация

### Раннее творчество
Энди заинтересовался рок-музыкой в 14 лет, его первой любимой группой стала Sweet. Тогда же он начал учиться играть на гитаре. В 1979 году Энди посетил свой самый памятный рок-концерт: KISS в туре «Dynasty» выступали в Карлсруэ. В 15 лет Дерис создал свою первую группу Paranoid. Энди признал, что несмотря на свои усилия, он не сможет стать хорошим гитаристом, и взял на себя вокал. Барабанщиком группы был Ральф Маурер (Ralf Maurer), изменивший потом фамилию на Мейсон (Ralph Mason), с которым Энди дружил с 6 класса. В 1981 Энди переименовал Paranoid в Nameless. В это время он познакомился с Альфредом Коффлером, который играл в конкурирующей группе, репетиционная база которой находилась через два дома от базы группы Энди. Обе группы периодически устраивали совместные джемы. Зимой 1984 Энди успешно прошёл прослушивание у братьев Ди Бласио (Di Blasio) и Люддеманнов (Lüddemann) и стал вокалистом группы Dragon. С этой группой Энди на протяжении года выступал с концертами в округе Карлсруэ и записывал демо — совмещая это с учёбой в университете Карлсруэ вместе с Ральфом Мейсоном. По-видимому, активная музыкальная деятельность повредила учёбе Дериса. В 1985 он был призван в армию, где исполнял обязательную воинскую повинность в течение 9 месяцев. По возвращении в Карлсруэ Энди решил продолжить заниматься музыкой. В 1986 он и братья Ди Бласио возродили свою группу, переименовав её в Kymera. Место барабанщика занял Ральф, вызвавшийся помочь другу, но очень скоро он понял, что музыкальная деятельность мешает его учёбе, и его заменил Коста Зафириу. В начале 1987 Энди и Коста покинули Kymera, решив создать собственную группу. В 1987 Энди записал вокал в альбоме «No Mercy» одноимённой группы. У No Mercy был полностью готовый материал, но не было певца, и голос Энди оказался подходящим.

### Pink Cream 69
Побочная деятельность не мешала Дерису в организации собственной группы, название для которой он позаимствовал из названия коктейля. Энди прослушал и полностью одобрил предложенную Костой кандидатуру Альфреда Коффлера, а в начале 1988 знакомство с американцем Деннисом Уордом доукомплектовало состав Pink Cream 69. В этом же году группа выиграла соревнование, проводимое журналом «Metal Hammer» и, как следствие, оказалась перед выбором ряда престижных предложений от студий звукозаписи. Pink Cream 69 остановились на Sony Music и в 1989-м дебютировали на этом лейбле с одноимённым альбомом. Энди Дэрис стал по-настоящему знаменитым в составе Pink Cream 69 и уже тогда попадался на глаза своему будущему коллеге и другу по Helloween Михаэлю Вайкату. Первое время Pink Cream 69 выступали на разогревах у таких групп как, например, White Lion. Но уже вскоре сами были хэдлайнерами и организовывали собственные туры. Концерт в Японии в 1992 году был записан для DVD «Size It Up». После выпуска трёх альбомов Энди Дерис в 1994 году покинул «Pink Cream 69» по причине музыкальных разногласий с коллегами и принял предложение Михаэля Вайката присоединиться к его группе Helloween.

### Helloween
Вайкат на протяжении нескольких лет регулярно пытался заполучить Дериса в свою группу, но Энди даже не допускал мысли о своём уходе из РС69. Но, оказавшись перед выбором уйти самому или выгнать недовольных, Энди избрал более легкий путь и отправился из Карлсруэ в Гамбург. Переход Дериса был неоднозначно воспринят поклонниками РС69. Часть фанатов последовала за ним в Helloween, поддержав обновление группы, а часть заклеймила его как предателя. Сам Энди называет уход из группы как самое тяжёлое испытание в своей жизни. Дерис сразу же стал лидером группы наряду с Михаэлем Вайкатом — с этого момента они стали основными композиторами коллектива. Что же касается первого альбома группы «Helloween» с вокалом Энди («Master of the rings» (1994), то именно с этого диска началась третья часть истории группы «Helloween» (Первая часть истории — с Кайем Хансеном, вторая — с Михаэлем Киске). В третий и пока в последний раз изменилась стилистика группы. Этот альбом дал группе «Helloween» новую жизнь, и в 1996 году вышел второй альбом с Дерисом «The time of the oath». Это был огромный успех — альбом продавался гораздо большими тиражами, чем все предыдущие альбомы группы.
В Helloween Энди быстро стал одним из основных авторов песен группы, но даже при этом у него оставалось много материала, написанного для себя и не подходящего под формат группы. Это привело к решению издать свой сольный альбом, что и было сделано в конце 1996. Музыкально материал сольника «Come In From the Rain», изданного в марте 1997, весьма напоминает работы Дериса в Pink Cream. В 1999 году Дерис записал второй сольник «Done By Mirrors». Эта работа получилась экспериментальной и новаторской. В обоих альбомах барабанщиком был Ральф Мейсон.

### Личная жизнь
В 1994 Энди покинул Германию и переехал с семьей на Тенерифе, осуществив свою мечту жить на теплом солнечном острове. К купленному дому под его личным руководством была пристроена студия звукозаписи. Жена — Лидия, воспитывает сына Рона, родившегося в 1993 году. Дома Дерис обожает играть на гитаре, вследствие чего и рождаются его произведения. Считает музыку своим хобби, и убеждает, что будет заниматься этим ещё ближайшие двадцать лет.
Своим лучшим другом считает Михаэля Киске: «Во-первых, он гостил здесь, на Канарских островах, три недели, и я показывал ему окрестности. Мы очень сблизились. Он человек, который мне очень, очень нравится. С ним можно поговорить. У него всегда есть какая-нибудь интересная тема или предмет для разговора или обсуждения. Даже во время гастролей это очень важно, потому что никогда не бывает скучно — всегда есть о чём поговорить. Возможность познакомиться с этим парнем лично была очень важна, потому что, когда мы наконец вышли на сцену, он уже не был для меня незнакомцем. Я знал, что это может стать хорошей дружбой на будущее, и в ближайшие годы он определённо будет частью моей жизни и в «Helloween», и без него. Я знаю, что рано или поздно он захочет купить хороший дом здесь, на острове Тенерифе, так что он может стать моим соседом. Наверное, именно поэтому… тебе не нужно играть на сцене. Он мой хороший друг, чего я, честно говоря, никак не ожидал. Да, вот так устроена жизнь. Внезапно всё меняется, даже если поначалу ты был напуган. Мы много разговаривали. Он боялся меня, я боялся его. В конце концов, оказалось, что мы друг другу подходим, очень подходим.»
В группе больше всего ценит сплочённость, коллективную работу, считает, что каждый участник группы непременно должен сделать свой вклад в её развитие, развивая таким образом неповторимый характер и имидж группы: «Мне нравится работать единой группой, с друзьями. Когда нет „Я“, а есть „Мы“. Никто не должен ничего скрывать от других, когда дело касается группы…»
«Не знаю, насколько именно нужна мелодия, но она должна быть. Если ты сможешь задеть слушателей за живое, ты останешься с ними навсегда!» © Andi Deris

## Дискография

### Pink Cream 69
- Pink Cream 69 (1989)
- One Size Fits All (1991)
- 49°/8° (1991, EP)
- Games People Play (1993)

### Сольный проект Andi Deris
- Come In From The Rain (1997)
- Done By Mirrors (1999)
- Million Dollar Haircuts On Ten Cent Heads (2013)

### Helloween
- Master of the Rings (1994)
- The Time of the Oath (1996)
- Better Than Raw (1998)
- Metal Jukebox (1999)
- The Dark Ride (2000)
- Rabbit Don’t Come Easy (2003)
- Keeper of the Seven Keys: The Legacy (2005)
- Gambling With The Devil (2007)
- Unarmed (2010)
- 7 Sinners (2010)
- Straight Out Of Hell (2013)
- My God-Given Right (2015)
- Helloween (2021)